# Crédit Agricole Suisse Open Gstaad 2012
Crédit Agricole Suisse Open Gstaad 2012 — тенісний турнір, що проходив на ґрунтових кортах у місті Гштаад, Швейцарія з 16 липня . Належав до категорії ATP World Tour 250, був турніром серії Swiss Open Gstaad 2012 року.

## Фінальна частина

### Одиночний розряд
Томас Беллуччі —  Янко Типсаревич 6–7(6–8), 6–4, 6–2

### Парний розряд
Марсель Гранольєрс /  Марк Лопес Таррес —  Роберт Фара /  Сантьяго Хіральдо 6–4, 7–6(11–9)